# HSL 1
HSL 1 – belgijska linia kolei wysokich prędkości, która łączy Brukselę i LGV Nord na granicy z Francją. Linia ma długość 88 km, z czego 71 km jest nowo wybudowana a 17 km stanowi linia zmodernizowana. Otwarcie linii nastąpiło 14 grudnia 1997 roku.
Linia znacznie skróciła czas podróży z Paryża do Brukseli i wynosi on teraz 1 godz 22 min. W połączeniu z LGV Nord, ma również wpływ na połączenia międzynarodowe do innych miast we Francji i do Londynu, obsługiwane przez Eurostar, TGV, Thalys PBA i pociągi Thalys PBKA.